# 당신만을 위하여
"당신만을 위하여"는 한국에서 제작된 강범구 감독의 1964년 영화이다. 최지희 등이 주연으로 출연하였고 윤종욱 등이 제작에 참여하였다.

## 출연

### 주연
- 최지희
- 박노식
- 허장강

## 기타
- 원작자: 황문수
- 조명: 이범근
- 미술: 원제래